# Jaromír Paldus
Jaromír Paldus (18. května 1926 Mnichovo Hradiště - 6. května 1994 Mnichovo Hradiště) byl český volejbalista, který reprezentoval Československo. S jeho reprezentací získal titul mistra světa v roce 1956, tři tituly mistra Evropy (1948, 1955, 1958), tři stříbra ze světového šampionátu (1949, 1952, 1960) a jedno stříbro ze šampionátu evropského (1950). Reprezentoval v letech 1948-1960. Hrál za kluby SK Mnichovo Hradiště, SSK Život Michle, ATK Praha, Stavotechna Michle, Spartak Sokolovo, Tatran Isoxyl, Dynamo Praha a RH Praha. Dvakrát se stal mistrem Československa (1947, 1950), jednou s Životem Michle, jednou s ATK. Roku 2001 byl v novinářské anketě vyhlášen čtvrtým nejlepším českým volejbalistou 20. století. Od roku 1997 pořádá Sokol Mnichovo Hradiště na jeho počest Memoriál Jaromíra Palduse. Měl přezdívku Veverka. V mládí se věnoval i fotbalu a stolnímu tenisu (dorostenecký přeborník republiky). Jeho otec Antonín Paldus zahynul v roce 1942 ve vyhlazovacím táboře v Osvětimi.